# Brunnau
Brunnau ist ein Gemeindeteil des Marktes Allersberg im Landkreis Roth (Mittelfranken, Bayern). Die Gemarkung Brunnau liegt teils auf dem Gemeindegebiet von Allersberg, teils auf dem Gemeindegebiet von Roth. Sie hat eine Fläche von 13,027 km² und ist in 630 Flurstücke aufgeteilt, die eine durchschnittliche Fläche von 20678,16 m² haben. In ihr liegen neben dem namensgebenden Ort die Gemeindeteile Guggenmühle und Wagnersmühle.

## Lage
Das Dorf liegt, von Waldgebieten umgeben, am Brunnbach, einem rechten Zufluss der Rednitz. Die Staatsstraße 2237 führt nach Roth zu einer Anschlussstelle der Bundesstraße 2 (4,6 km westlich) bzw. an der Wagners- und Guggenmühle vorbei zur Anschlussstelle 55 der Bundesautobahn 9 (3,2 km östlich).

## Geschichte
1345 wurde Brunnau erstmals urkundlich erwähnt. Im 16. Jahrhundert bestand der Ort aus 14 Anwesen.
Gegen Ende des 18. Jahrhunderts gab es in Brunnau 14 Anwesen und ein Gemeindehirtenhaus und ein Schulhaus. Das Hochgericht übte teils das pfalz-neuburgische Landrichteramt Allersberg aus (für 9 Anwesen), teils das brandenburg-ansbachische Oberamt Roth (für 5 Anwesen). Das Niedergericht hatte teils das pfalz-neuburgische Pflegamt Hilpoltstein (für 9 Anwesen), teils das ansbachische Kastenamt Roth (für 5 Anwesen). Das Pflegamt Hilpoltstein hatte zugleich die Dorf- und Gemeindeherrschaft. Grundherren waren das Kastenamt Hilpoltstein (13 Anwesen) und das Kloster Seligenporten (1 Anwesen). Es gab zu dieser Zeit 20 Untertansfamilien, von denen 5 ansbachisch waren. Von 1797 bis 1808 unterstand der Ort dem Justiz- und Kammeramt Roth.
Im Rahmen des Gemeindeedikts (frühes 19. Jahrhundert) wurde Brunnau dem Steuerdistrikt und der Ruralgemeinde Guggenmühle zugeordnet. Zur Gemeinde gehörten außerdem Kleehof und Wagnersmühle. 1820 wurde die Gemeinde nach Brunnau umbenannt. Sie war in Verwaltung und Gerichtsbarkeit dem Landgericht Hilpoltstein zugeordnet und in der Finanzverwaltung dem Rentamt Hilpoltstein (1919 in Finanzamt Hilpoltstein umbenannt). Ab 1862 gehörte Brunnau zum Bezirksamt Neumarkt in der Oberpfalz. Die Gerichtsbarkeit blieb beim Landgericht Hilpoltstein (1879 in Amtsgericht Hilpoltstein umbenannt), seit 1973 ist das Amtsgericht Schwabach zuständig. 1880 wurde Brunnau dem neu gebildeten Bezirksamt Hilpoltstein zugeordnet (1939 in Landkreis Hilpoltstein umbenannt). Die Gemeinde hatte 1964 eine Gebietsfläche von 6,718 km². Am 1. Januar 1972 erfolgte im Zuge der Gebietsreform in Bayern die Eingemeindung nach Allersberg. Seit dem 1. Juli 1972 gehört Brunnau zum Landkreis Roth.

### Baudenkmäler
In Brunnau gibt es drei Baudenkmäler:
- Haus Nr. 15: Bauernhof
- Ehemaliges Feuerwehrgerätehaus
- Grenzstein

### Bodendenkmäler
In der Gemarkung Brunnau gibt es ein Bodendenkmal.

### Einwohnerentwicklung
Gemeinde Brunnau
| Jahr      | 1818   | 1836   | 1852   | 1855   | 1861   | 1867   | 1871   | 1875   | 1880   | 1885   | 1890   | 1895   | 1900   | 1905   | 1910   | 1919   | 1925   | 1933   | 1939   | 1946   | 1950   | 1952   | 1961   | 1970   |
| Einwohner | 202    | 191    | 225    | 220    | 187    | 184    | 172    | 147    | 179    | 187    | 178    | 173    | 180    | 170    | 178    | 202    | 199    | 185    | 163    | 197    | 186    | 172    | 163    | 158    |
| Häuser    | 35     | 35     |        |        |        |        | 37     |        |        | 39     | 38     |        | 34     |        |        |        | 32     |        |        |        | 31     |        | 35     |        |
| Quelle    | [ 18 ] | [ 19 ] | [ 20 ] | [ 20 ] | [ 21 ] | [ 22 ] | [ 23 ] | [ 24 ] | [ 25 ] | [ 26 ] | [ 27 ] | [ 28 ] | [ 29 ] | [ 28 ] | [ 30 ] | [ 28 ] | [ 31 ] | [ 28 ] | [ 28 ] | [ 28 ] | [ 32 ] | [ 28 ] | [ 13 ] | [ 33 ] |

Ort Brunnau
| Jahr      | 001818 | 001836 | 001861 | 001871 | 001885 | 001900 | 001925 | 001950 | 001961 | 001970 | 001987 |
| Einwohner | 98     | 99     | 83     | 86     | 97     | 97     | 98     | 93     | 78     | 74     | 81     |
| Häuser    | 18     | 18     |        |        | 18     | 17     | 15     | 16     | 18     |        | 22     |
| Quelle    | [ 18 ] | [ 19 ] | [ 21 ] | [ 23 ] | [ 26 ] | [ 29 ] | [ 31 ] | [ 32 ] | [ 13 ] | [ 33 ] | [ 1 ]  |

## Religion
Brunnau ist seit der Reformation gemischt konfessionell. Die Katholiken sind nach Mariä Himmelfahrt (Allersberg) gepfarrt, die Einwohner evangelisch-lutherischer Konfession gehören zur Pfarrei Eckersmühlen.